# Hayat Khan Khudakka
Sultan Hayat Khan Khudakka (Safa, 1647 - Multan, Inde, 26 avril 1729) fut le 4e Sultan de Safa et le 7e Chef de la Tribu des Abdali.

## Biographie
Hayat Khan est né à Safa, la capitale du royaume de son père, en 1647. Il était le fils cadet de Sultan Khuda Dad Khan, 1er Sultan héréditaire de Safa, et de son épouse, Mourad Bibi. Il connut successivement les règnes de son père et de ses deux frères et devint très populaire dans le sultanat de Safa. En 1667, il forma un parti d'opposition contre son frère Inayat Khan, qu'il réussit à tuer lors d'une partie de chasse, le 12 octobre de la même année.
Devenu le nouveau Sultan de Safa, il dut commencer une politique de reconquête afin de repousser les envahisseurs Séfévides. Toutefois, comme son père, il fut battu en 1680 lors d'une bataille à Kandahar. Devenu impopulaire, il dut abdiquer en faveur de son cousin Jafar Suktan, afin de partir pour l'Inde.
Une fois arrivé sur place, il s'installa dans la ville de Multan. L'empereur moghol Aurangzeb lui donna plusieurs terres dont les environs de la ville. Il se créa comme domaine un village, qu'il nomma Kiri Sultan Hayat, où il finit ses jours, le 26 avril 1729.

## Famille et descendance
Hayat Khan avait épousé en premières noces une Afghane, dont il eut trois fils :
- Abdoullah Khan, Shah de Hérat
- Mouhammad Bakir Khan (1680-1760), titré Sardar Khan Bahadour
- Mouqarrab Khan

Il épousa par la suite en secondes noces une danseuse indienne, qui lui donna un fils unique :
- Nawab Abdoul Aziz Khan (1695-1749), Gouverneur de Moultan